# شاكة (شرس)

تعديل مصدري - تعديل

شاكة هي إحدى قرى عزلة بيت قدم بمديرية شرس التابعة لمحافظة حجة، بلغ تعداد سكانها 228 نسمة حسب تعداد اليمن لعام 2004.